# Luoghi di culto dell'Etna
La peculiarità dell'Etna, un vulcano, interessato da fenomeni improvvisi, quali tremori e sismi, le sue attività piroclastiche ed effusive, l'associazione con il fuoco, hanno ingenerato nel corso dei tempi l'idea che fosse dimora di divinità. Sono sorti pertanto santuari e luoghi di culto sia sulle pendici sia nelle alture più scoscese.

## Santuari dell'antichità
- Santuario del dio Adranos – Famoso nell'antichità, con i suoi mille molossi a custodia.
- Santuario della dea Ibla presso l'attuale città di Paternò.

## Santuari cattolici dedicati ad Agata
- Santuario Sant’Agata la Vetere – Catania

## Santuari cattolici dedicati a Maria

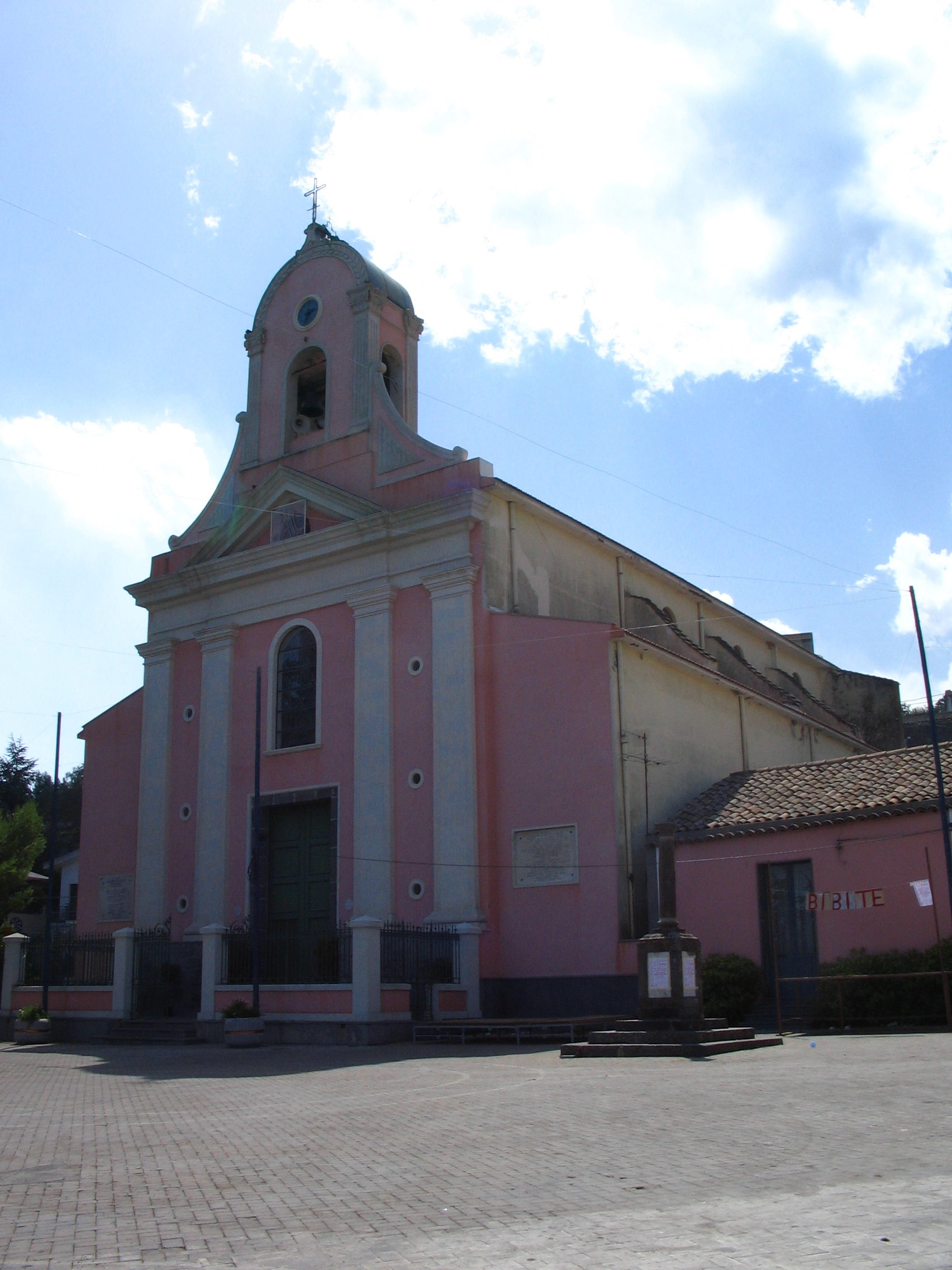
Santuario di Santa Maria di Vena

- Santuario Maria Santissima Ritornata – Aci Bonaccorsi
- Santuario Santa Maria della Catena – Aci Catena
- Santuario Madonna della Purità – Acireale
- Santuario della Madonna di Loreto – Acireale
- Santuario Maria Santissima delle Grazie – Acireale
- Basilica Maria SS. Annunziata (Cattedrale) – Acireale
- Santuario Maria Santissima Ausiliatrice – Adrano
- Santuario Madonna della Roccia – Belpasso[1][2]
- Santuario Maria SS. dell'Elemosina (Basilica collegiata) – Biancavilla
- Santuario di Maria Santissima Annunziata – Bronte
- Santuario Madonna della Catena – Castiglione di Sicilia
- Basilica Collegiata Santa Maria dell'Elemosina – Catania
- Santuario Madonna di Valverde – Valverde[3]
- Santuario Santa Maria in Ognina – Catania[4]
- Santuario Santa Maria del Carmelo – Catania
- Santuario Santa Maria dell’Aiuto – Catania
- Santuario Madonna della Strada – Giarre
- Santuario Maria SS. della Provvidenza – Giarre
- Santuario Arcidiocesano Madonna della Sciara Mompileri - Santuario dell'Etna – Mascalucia[5]
- Santuario Santa Maria della Consolazione – Mascalucia
- Santuario della Madonna della Consolazione – Paternò
- Santuario Maria SS. Annunziata – Pedara
- Santuario Maria Santissima della Vena – Piedimonte Etneo
- Santuario della Beata Maria Vergine del Carmelo – Randazzo
- Santuario Santa Maria Assunta (Basilica minore) – Randazzo
- Santuario Madonna della Sacra Lettera – Riposto
- Santuario Madonna della Ravanusa – San Giovanni La Punta
- Santuario Madonna della Provvidenza - Zafferana Etnea

## Santuari cattolici dedicati ad Alfio, Filadelfo e Cirino
- Santuario dei Santi Martiri Alfio, Cirino e Filadelfo – Trecastagni
- Santuario vecchio - Trecastagni

## Santuari cattolici dedicati a Euplio
- Santuario Sant'Euplio Martire – Catania

## Santuari cattolici dedicati a Gerardo
- Santuario San Gerardo Maiella – Piedimonte Etneo

## Santuari cattolici dedicati a Francesco
- Santuario di San Francesco di Assisi all'Immacolata – Catania

## Santuari cattolici dedicati a Nicolò
- Santuario San Nicolò Politi – Adrano

## Santuari cattolici dedicati a Placido
- Santuario San Placido (Basilica collegiata) – Biancavilla